# Kinesiska pappersklipp

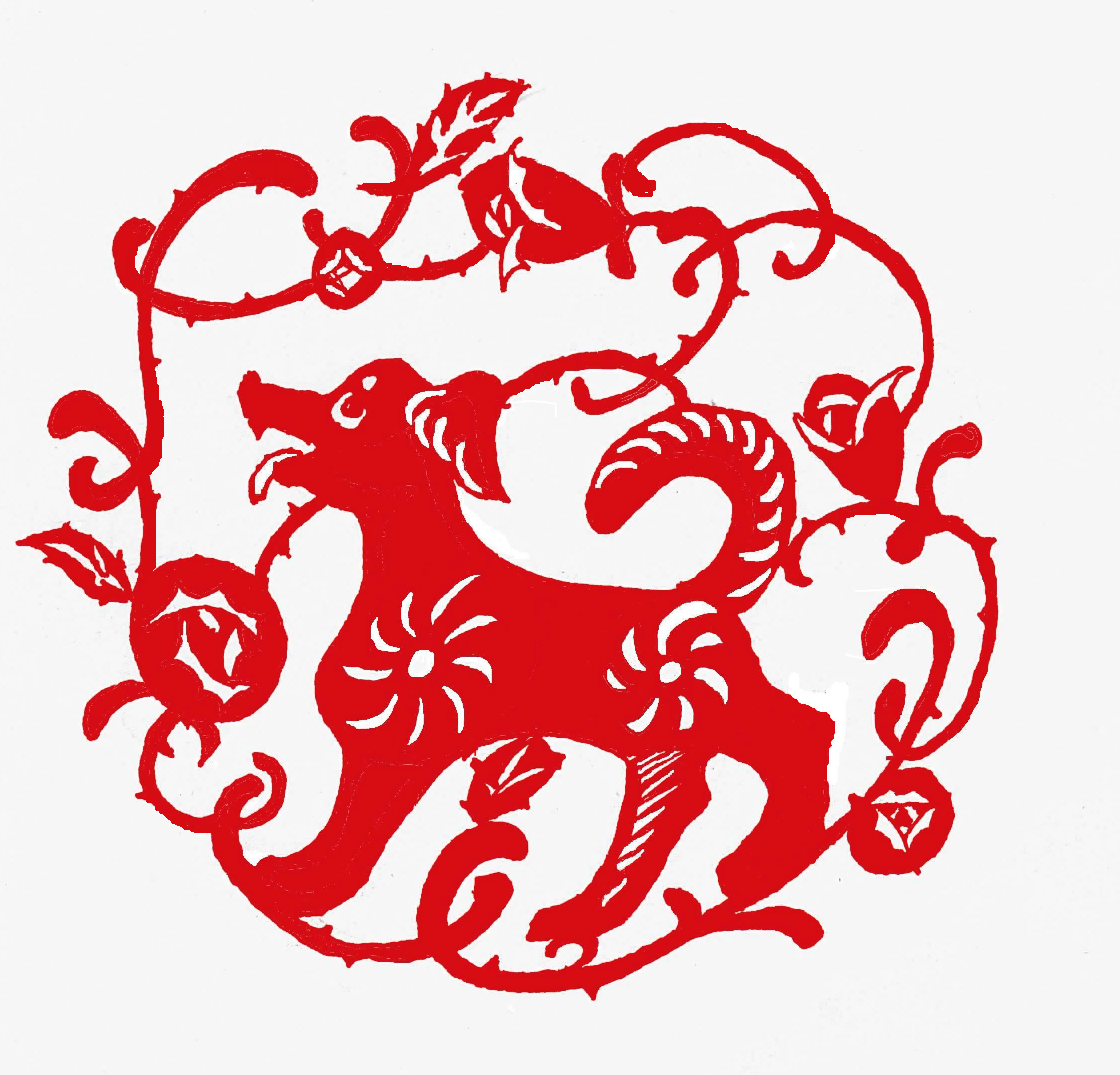
Kinesiskt pappersklipp för firandet av det nya året, Hundens år

Kinesiska pappersklipp (kinesiska: 剪纸, pinyin: Jiǎnzhǐ) är en traditionell konstform som utövats i Kina åtminstone sedan 500-talet. Man har klippt figurer och mönster i papper för att dekorera sina hem. Denna folkkonst räknas av Unesco som ett immateriellt kulturarv.

## Historik

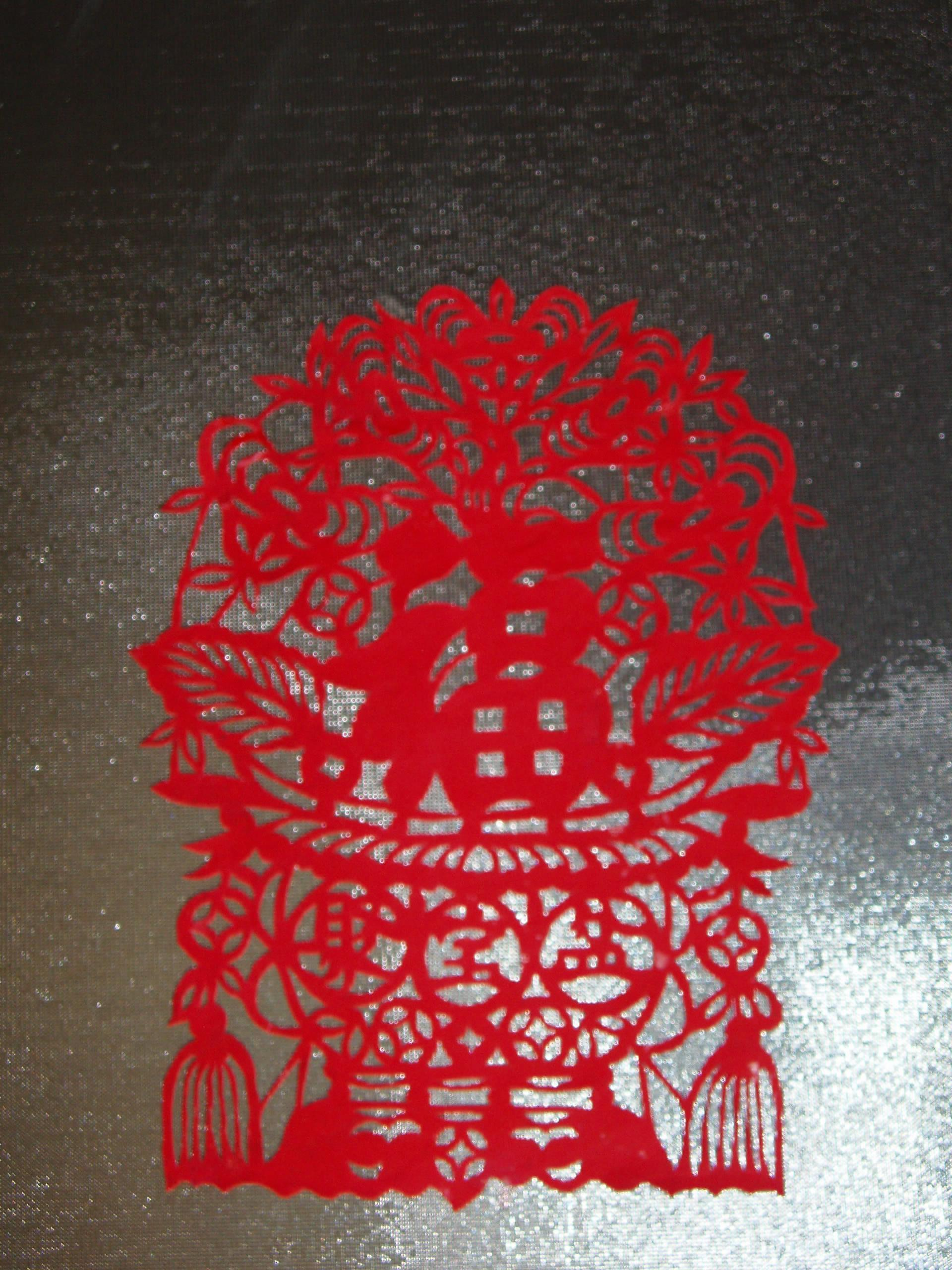
Pappersklipp på ett fönster, en "fönsterblomma". I äldre tider var även själva fönstret tillverkat av papper.

Tillverkning av papper anses ha börjat i Kina på 100-talet e.Kr. Det finns uppteckningar som tyder på att pappersklipp förekom under Jin-dynastin (265-420) men de de äldsta bevarade klippen är från 500-talet. Papper är ett förgängligt material och äldre bevarade klipp är därför fåtaliga.
I Kina har pappersklippning varit en konsthantverk som främst utövats på landsbygden och främst av kvinnor. I städernas högre samhällsskikt såg man länge konstarten som ett uttryck av dålig smak och vidskepelse, som rå och oförfinad. På landsbygden var ‒ och är ‒ det en brukskonst med uppgift att försköna hemmen, att lära barn goda seder och att skydda mot farliga djur och andeväsen. Klippen monterades på fönster och inne i bostäderna. Ofta användes de bara ett år och byttes vid nyår ut mot nya klipp.
På 1950-talet i den nya folkrepubliken användes pappersklipp som politisk propaganda och under kulturrevolutionen förbjöds de traditionella motiven. Sedan de åter blivit tillåtna på 1970-talet fick de konkurrens av vackra naturfoton och idolbilder. Kvinnorna på landsbygden slutade klippa för det egna hemmet, men en ny marknad uppkom – försäljning till medelklassen och turisterna. Numera har det blivit vanligt att också män klipper. Nutida pappersklipp är ofta maskinellt framställda.
Kinesisk pappersklippning räknas sedan 2009 som ett immateriellt kulturarv av Unesco.

## Teknik och motiv

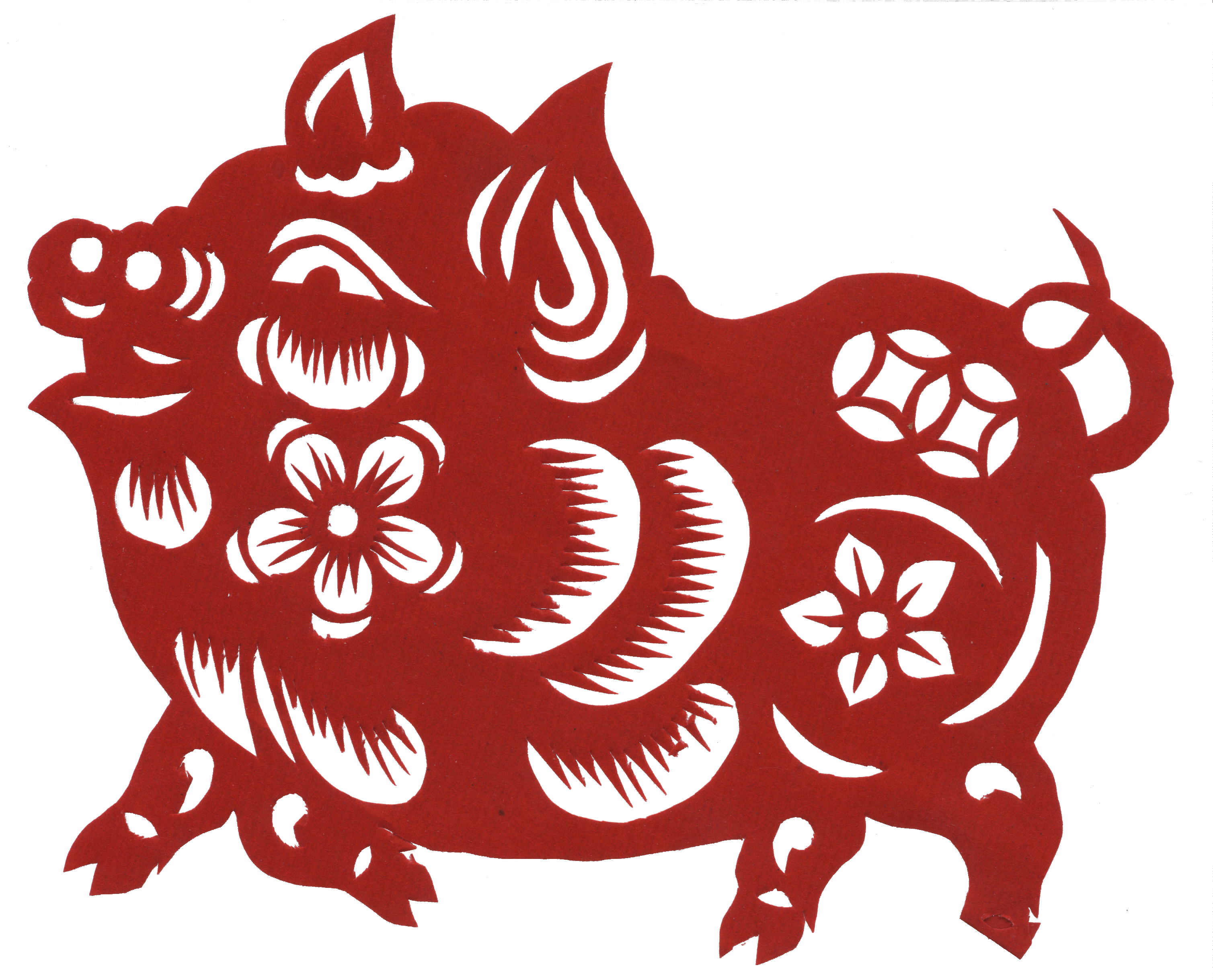
Klipp för att fira Grisens år

Pappersklippning har varit vanlig i många delar av den kinesiska landsbygden. Man har använt papper som färgats i starka kulörer; rött, blått, gult och svart. I norra Kina har man använt en liten sax, kanske tio cm. Klippen har ofta breda kraftfulla linjer. Klippen från södra Kina är ofta elegantare och mer detaljrika. Där har det varit vanligare att skära ut bilderna med kniv. Mer komplicerade motiv ritas först på baksidan, enklare klipps eller skärs direkt.
Motiven har ofta hämtats från det egna vardagslivet eller gått i arv från mor till dotter:
- Husdjur som hönor och tuppar, grisar och oxar.
- Vilda djur som tigrar, apor, skorpioner och råttor. Djuren kan vara symboler för olika saker. En fisk står för överflöd och en fladdermus betyder lycka.
- Olika sorters blommor symboliserar olika tider på året och olika egenskaper.
- Illustrationer till välkända legender och sedelärande berättelser.
- Symboler som används vid bröllop och olika högtider.

Det typiskt kinesiska fabeldjuret drake används sällan. Ett undantag är bröllop där en drake kan stå för det manliga och en fågel Fenix för det kvinnliga.

## Övrigt
- Den kinesiske författaren Jia Pingwas roman Makalös (2019) handlar om en kvinna som blir offer för människohandel och säljs till en äldre man på landsbygden. Författaren beskriver detaljerat det traditionella hantverket i byn, inte minst pappersklippning.[2][3]
- Kinakännaren Cecilia Lindqvist (1932-2021) var fascinerad av de traditionella pappersklippen. Hon planerade en bok om ämnet men hann inte genomföra projektet.[4]